# Els (Gemeinde Albrechtsberg)
Els ist eine Ortschaft und Katastralgemeinde in der Marktgemeinde Albrechtsberg an der Großen Krems im Bezirk Krems-Land in Niederösterreich. Die Ortschaft hat 158 Einwohner (Stand 1. Jänner 2025). Bis Ende 1970 war Els eine eigenständige Gemeinde.

## Geografie
Els liegt auf einem Hochplateau ca. 10 km nordwestlich von Weißenkirchen in der Wachau. Im Ort kreuzen die Landesstraßen L7078 und L7123. Zur Ortschaft gehört auch die Lage Els-Steinbruch im Südwesten.

## Geschichte
Der Ort wurde urkundlich 1180 als Besitz der Herrschaft Hartenstein genannt.
Laut Adressbuch von Österreich waren im Jahr 1938 in der Marktgemeinde Els ein Bäcker, ein Eier- und Butterhändler, zwei Fleischer, drei Gastwirte, drei Gemischtwarenhändler, zwei Schmiede, zwei Schneider, zwei Schuster, ein Stechviehhändler, drei Tischler, ein Wagner und einige Landwirte ansässig, darunter die Gutsverwaltung Gudenus. Weiters gab es im Ort ein Hammerwerk, zwei Mühlen, drei Sägewerke und zwei Betreiber von Steinbrüchen.
Mit 1. Jänner 1971 wurden im Zuge der Niederösterreichischen Kommunalstrukturverbesserung die bis dahin selbständigen Gemeinden Els und Marbach an der Kleinen Krems nach Albrechtsberg an der Großen Krems eingemeindet.

## Öffentliche Einrichtungen
In der Ortschaft gibt es eine Neue Mittelschule.

## Kultur und Sehenswürdigkeiten
- Katholische Pfarrkirche Els hl. Pankratius
- Jagdschloss Els, zwischen 1780 und 1799 durch Johann Heinrich von Gudenus errichtet
- Schüttkasten Els

## Persönlichkeiten
- Johann Baptist Gudenus (1908–1968), Leichtathlet und Bobsportler, Olympiateilnehmer
- John Gudenus (1940–2016), Soldat und Politiker
- Johann Gudenus (* 1976), Abgeordneter zum Wiener Landtag und Vizebürgermeister von Wien
- Clemens Gudenus (* 1990), Abgeordneter zum Wiener Landtag